# Isaac Wolffson

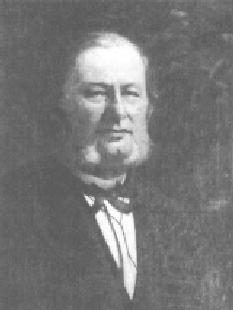
Isaac Wolffson

Isaac Wolffson (* 19. Januar 1817 in Hamburg; † 12. Oktober 1895 ebenda) war ein deutscher Politiker und Jurist.

## Leben
Wolffson war der Sohn des Lehrers und Kaufmanns Meyer Wolffson, der dem reformorientierten Tempelverband angehörte. Er besuchte zunächst die Israelitische Freischule und wechselte später auf die Gelehrtenschule des Johanneums, auf der er das Abitur ablegte. Nach einem Studium der Rechtswissenschaften in Heidelberg, Berlin und Göttingen kehrte er 1838 in seine Heimatstadt Hamburg zurück. Nach seiner Promotion zum Doktor der Rechte 1839 beantragte er die Zulassung zur Rechtsanwaltschaft, die ihm jedoch verweigert wurde, weil er als Jude das Bürgerrecht nicht erwerben konnte. Dieses war jedoch Voraussetzung für die Zulassung zur Anwaltschaft und weiteren staatsnahen Berufen. Da die berufsmäßige Vertretung vor dem Handelsgericht jedoch zulassungsfrei war, verlegte er sich vorwiegend auf dieses Rechtsgebiet und ließ Schriftsätze in anderen Rechtsangelegenheiten von einem zugelassenen christlichen Kollegen unterzeichnen. 1845 beteiligte Wolffson sich an der Gründung der Gesellschaft für sociale und politische Interessen der Juden, zu deren führenden Köpfen er bald zählte. Er nahm – obwohl nicht zur freien Advokatur zugelassen – am ersten Deutschen Anwaltstag 1846 in Hamburg teil und gehörte dem Tagungsvorstand als Schriftführer an. Als infolge des Anwaltstages im selben Jahr der Verein hamburgischer Juristen gegründet wurde, gehörte er zu den Gründungsmitgliedern.
Schon Anfang 1848 hatte Wolffson die Redaktion der politisch liberal ausgerichteten Neuen Hamburger Blätter übernommen. Während der Märzrevolution 1848 wurde Wolffson in die Hamburger Konstituante, einer Art Vorparlament, das 1850 wieder aufgelöst wurde, gewählt. Durch eine Verfassungsänderung wurden 1849 die jüdischen Bürger in Hamburg weitgehend gleichgestellt. Wolffson wurde als Anwalt zugelassen und praktizierte dann mit großem Erfolg. Zudem begann er sich verstärkt in der Selbstverwaltung der Jüdischen Gemeinde zu engagieren und gehörte von 1853 bis 1868 deren Vorstand an.
Von 1859 bis 1889 war Wolffson Mitglied der Hamburgischen Bürgerschaft, wo er sich der Fraktion der Rechten anschloss. Von 1861 bis 1863 war er Präsident der Bürgerschaft und damit der erste Jude, der in Deutschland eine derartige Funktion bekleidete. Von 1871 bis 1881 gehörte Wolffson für die Nationalliberale Partei dem Deutschen Reichstag für den Reichstagswahlkreis Freie und Hansestadt Hamburg 3 an. Er war 1875/76 Mitglied der Kommission zur Ausarbeitung der Reichsjustizgesetze und gehörte ab 1890 der Kommission für die Zweite Lesung des Bürgerlichen Gesetzbuches an. 1879 wurde er zum ersten Präsidenten der Hanseatischen Rechtsanwaltskammer für Hamburg, Lübeck und Bremen gewählt. Zu seinen Ehren wurde am 12. Oktober 1928 in der zweiten Ehrennische in der Vorhalle des Oberlandesgerichtsgebäudes eine Büste von Wolffson aufgestellt – gegenüber der Büste von Ernst Friedrich Sieveking.

## Familie

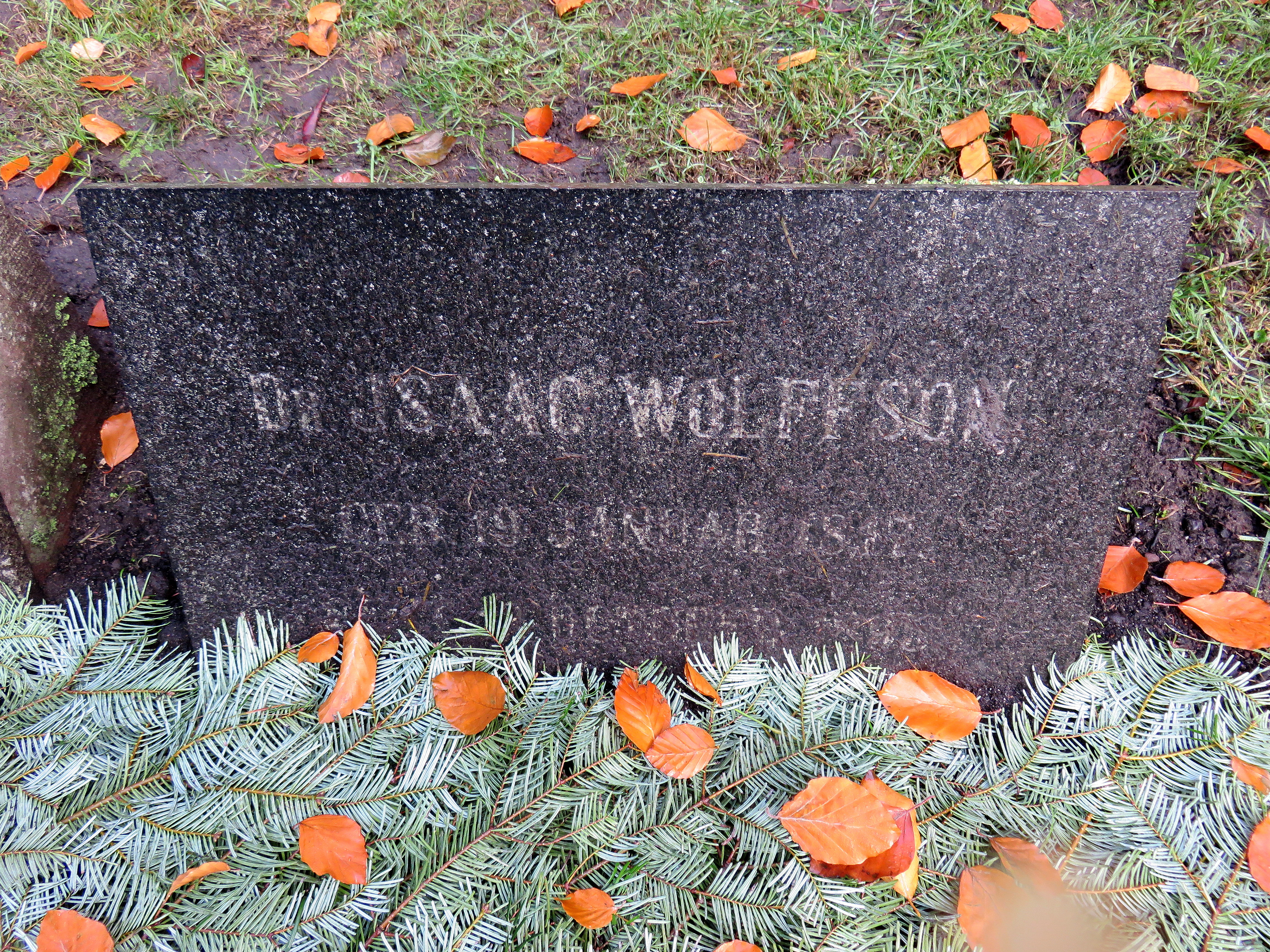
Kissenstein Isaac Wolffson im Familiengrab auf dem Friedhof Ohlsdorf

Isaac Wolffson war verheiratet. Seine Frau arbeitete als ehrenamtliche Inspektorin in einer Bewahranstalt von Charlotte Paulsen. Das Ehepaar hatte drei Töchter und einen Sohn. Seine Ehefrau sowie die Kinder Martha und Helene starben in jungen Jahren. Die Tochter Agnes Wolffson begleitete ihren Vater bei dessen Reisen nach Berlin und stiftete nach seinem Tod das geerbte Vermögen für wohltätige Zwecke. Sein Sohn, der Rechtsanwalt Albert Wolffson (1847–1913) war dreißig Jahre lang Mitglied der Hamburgischen Bürgerschaft und dort einer der führenden Politiker.
Isaac Wolffson wurde im Bereich der Familiengrabstätte Wolffson auf dem Ohlsdorfer Friedhof in Hamburg im Planquadrat S 11 bei Kapelle 1 beigesetzt.

## Weitere Ehrungen
1922 und wiederum 1947 wurden im Hamburger Stadtteil Alsterdorf die Wolffsonbrücke, der Wolffsonstieg und der Wolffsonweg nach Isaac Wolfsson benannt.